# Canaã (romance)
Canaã é um livro de Graça Aranha publicado no Brasil pela primeira vez em 1902. O romance-novela aborda a imigração alemã no estado do Espírito Santo, por intermédio do conflito entre dois personagens principais, Milkau e Lentz, que representam diferentes linhas filosóficas.
Temas como opressão feminina, imperialismo germânico, militarismo, corrupção dos administradores públicos, ostracismo, conflito de adaptação à nova terra são tratados nesse romance.

## Sinopse
Milkau e Lentz são dois jovens alemães que imigram para Porto do Cachoeiro, no Espírito Santo. Trabalhando como colonos, desenvolvem uma relação de amizade e de competição, ao expressarem duas filosofias de vida diferentes.
Maria, filha de imigrantes que trabalha para a família Kraus, é seduzida pelo filho do patrão. Após muitas vicissitudes, dá à luz seu filho no mato, onde a criança é devorada pelos porcos. Maria, acusada de matar seu filho, é presa e resgatada por Milkau, que foge com ela para a sua Canaã, a terra prometida, em busca da liberdade.

## Estudo crítico
Canaã foi inspirado no naturalismo filosófico alemão e inaugurou uma nova fase do romance brasileiro, com a fusão entre realismo e simbolismo. O livro pertence à fase pré-modernista brasileira, que apresenta a renovação formal, a nacionalização, o regionalismo e a preocupação com a realidade nacional. Reflete sobre uma situação histórica nova ou até então não considerada, a imigração alemã no Espírito Santo, o que lhe confere o caráter inovador próprio do pré-modernismo.
Afrânio Coutinho destaca no livro alguns aspectos principais: o aspecto descritivo e realista, a fixação da paisagem, as impressões visuais, tácteis e olfativas.
Canaã representou a ligação entre as correntes histórias e filosóficas do final do século XIX e a revolução modernista da segunda década do século XX. Esta obra apresentou ao Brasil um novo estilo de romance: o romance-tese, em que o debate de ideias filosóficas se integra à narrativa e muitas vezes a suplanta em importância. Milkau e Lentz representam duas ideologias postas em contraste: o universalismo (Milkau) e o divisionismo (Lentz), entre a “lei do amor” (Milkau) e a “lei da força” (Lentz).